# Joseph L. Levis

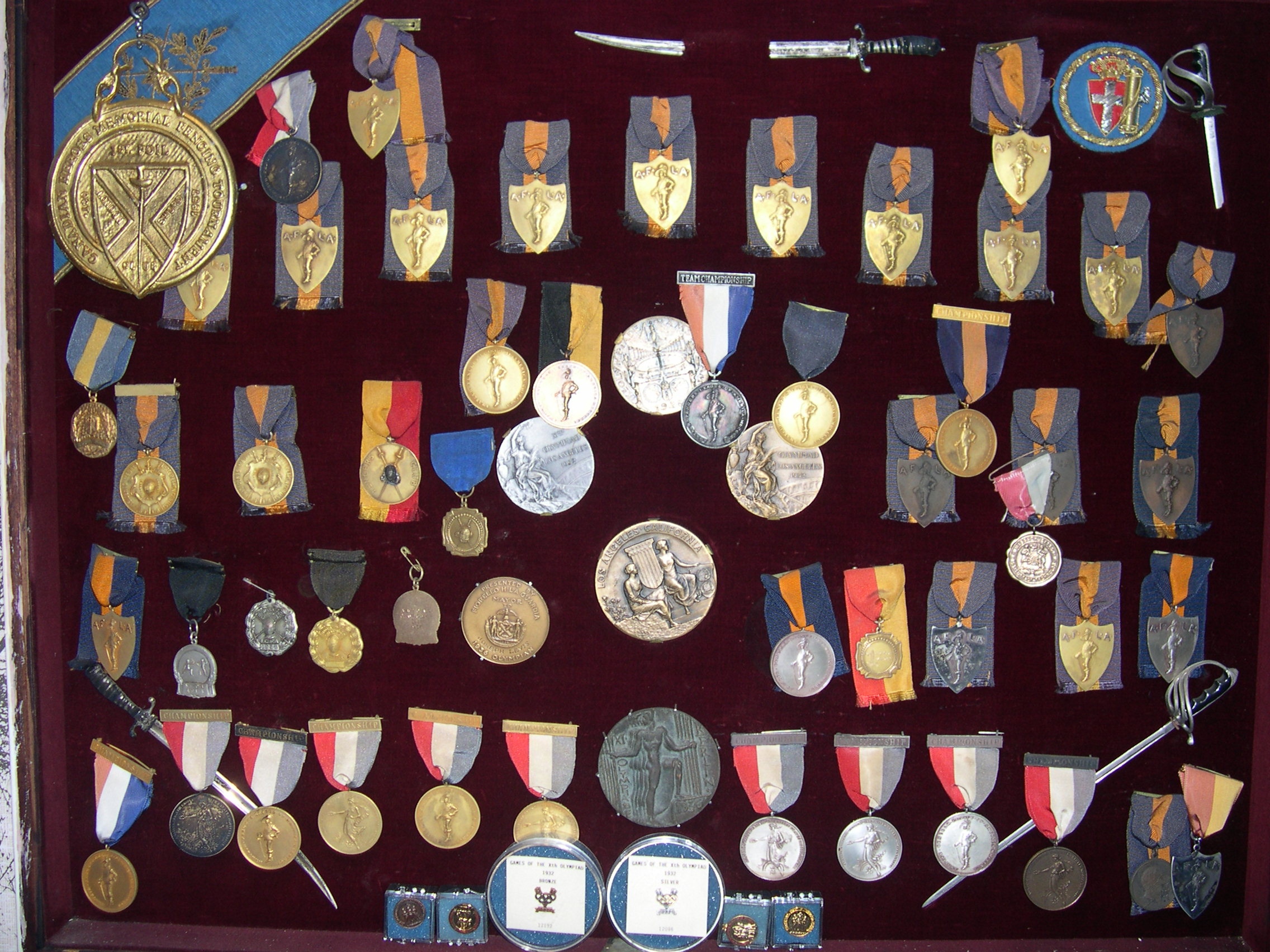
Collection de médailles de Joseph Levis

Joseph Louis Levis, né le 20 juillet 1905 à Boston et mort le 20 mai 2005 dans le quartier de Brighton, à Boston, est un escrimeur américain d'origine italienne. Il a remporté deux médailles aux Jeux olympiques d'été de 1932 à Los Angeles au fleuret.

## Biographie

### Origines
Levis est le fils de deux immigrants italiens, Albert Levis, un sculpteur florentin et Rosa Finocchietti, fille d'immigrants génois et activiste parmi les Suffragettes dans les années 1920. Il apprend les bases de l'escrime de son père, lui-même escrimeur en Italie, puis, durant ses études au MIT, développe les capacités qui feront de lui un escrimeur de niveau mondial.

### Carrière sportive
Il participe à trois éditions des Jeux olympiques d'été, des Jeux d'Amsterdam en 1928 aux Jeux de Berlin de 1936. En 1928, il rejoint une poule finale de douze tireurs, durant laquelle il perd neuf assauts et en gagne deux, finissant à la onzième place finale. C'est en 1932, aux Jeux de Los Angeles, qu'il signe son principal coup d'éclat en prenant la médaille d'argent, malgré un bilan mitigé de six victoires et trois défaites, entre deux italiens, Gustavo Marzi et Giulio Gaudini, qu'il bat dans un assaut décisif pour la médaille d'argent. Par équipes, les américains livrent un combat féroce contre les favoris, la France et l'Italie, aux dépens du Danemark, quatrième équipe de la poule finale. Les États-Unis sont sèchement battus par l'Italie (onze assauts à cinq), mais battent la France (huit assauts partout, 60 touches données à 54). Une victoire italienne contre la France aurait permis aux États-Unis de décrocher une médaille d'argent, mais les français s'imposent sur le plus petit écart possible, 8-8, 59 touches données à 58, et sont sacrés champions olympiques devant les Italiens. Les États-Unis, emmenés par le mentor de Levis, George Charles Calnan, reçoivent la médaille de bronze.
Jusqu'aux titres olympiques de Mariel Zagunis, la médaille d'argent de Levis est la plus belle performance d'un escrimeur américain dans une compétition d'envergure mondiale (les Jeux de 1904, dominés par les États-Unis, s'étant déroulés sans la concurrence des pays européens). À la suite des Jeux de 1936, Levis se consacre à l'entraînement de jeunes escrimeurs au MIT, une occupation qui lui tiendra à cœur jusque dans ses quatre-vingt ans.
Pour améliorer sa rapidité, Levis avait personnalisé son fleuret avec un manche et une garde de sabre, qu'il attachait à son poignet à l'aide de bande adhésive pour que son arme soit complètement solidaire de son bras. C'est à cette poignée qu'il attribuait son succès. De nos jours, la réglementation de la Fédération internationale ne permettrait pas un tel dispositif.

### Vie personnelle
Diplômé d'ingénierie civile au MIT, Levis reprend la société de marbrerie de son père, qu'il amène au cours des années au premier rang des entreprises de ce type en Nouvelle-Angleterre.
Son fils Robert Levis a disputé les Jeux olympiques d'été de 1972 à Munich, en escrime, sous les couleurs de Porto Rico.

## Palmarès
- Jeux olympiques
  -  Médaille d'argent aux Jeux olympiques de 1932 à Los Angeles
  -  Médaille de bronze par équipes aux Jeux olympiques de 1932 à Los Angeles[1]